# Associazione Calcio Meda 1913 2002-2003
Questa voce raccoglie le informazioni riguardanti  l'Associazione Calcio Meda 1913 nelle competizioni ufficiali della stagione 2002-2003.

## Rosa
| N. |                   | Ruolo | Calciatore         |
| -- | ----------------- | ----- | ------------------ |
|    | Italia (bandiera) | C     | Alessandro Amato   |
|    | Italia (bandiera) | C     | Fabio Balacchi     |
|    | Italia (bandiera) | C     | Alessandro Bellemo |
|    | Italia (bandiera) | P     | Thomas Berretta    |
|    | Italia (bandiera) | C     | Mirko Bruno        |
|    | Italia (bandiera) | C     | Stefano Cognata    |
|    | Italia (bandiera) | D     | Nicola Consoli     |
|    | Italia (bandiera) | C     | Antonio D'Amato    |
|    | Italia (bandiera) | D     | Riccardo De Luca   |
|    | Italia (bandiera) | A     | Nicola Di Marco    |
|    | Italia (bandiera) | C     | Gianni Fabiano     |
|    | Italia (bandiera) | A     | Davide Fava        |
|    | Italia (bandiera) | C     | Daniele Galimberti |
|    | Italia (bandiera) | A     | Marco Garavelli    |
|    | Italia (bandiera) | D     | Paolo Goisis       |
|    | Italia (bandiera) | A     | Alessandro Livi    |

| N. |                   | Ruolo | Calciatore            |
| -- | ----------------- | ----- | --------------------- |
|    | Italia (bandiera) | A     | Saverio Luciani       |
|    | Italia (bandiera) | D     | Matteo Mariani        |
|    | Italia (bandiera) | A     | Alberto Minnucci      |
|    | Italia (bandiera) | P     | Andrea Natali         |
|    | Italia (bandiera) | A     | Aniello Nino          |
|    | Italia (bandiera) | D     | Alessandro Palumbieri |
|    | Italia (bandiera) | D     | Ivan Pelati           |
|    | Italia (bandiera) | A     | Luigi Petrone         |
|    | Italia (bandiera) | D     | Valerio Pisoni        |
|    | Italia (bandiera) | D     | Raffaele Radice       |
|    | Italia (bandiera) | D     | Luca Regonesi         |
|    | Italia (bandiera) | C     | Michele Rosa          |
|    | Italia (bandiera) | A     | Enrico Rossi          |
|    | Italia (bandiera) | A     | Stefano Salandra      |
|    | Italia (bandiera) | D     | Gaetano Teresi        |
|    | Italia (bandiera) | D     | Marco Viganò          |